# Procesul (roman)
Procesul (titlul original în limba germană dat de Kafka a fost Der Process, apoi a fost schimbat de editori în Der Prozess, Der Proceß și Der Prozeß) este un roman scris de Franz Kafka (1883-1924) în 1914 și 1915, dar publicat pentru prima dată abia în 1925. El este una dintre cele mai cunoscute opere ale lui Kafka și relatează povestea unui om arestat și urmărit în justiție de o autoritate îndepărtată și inaccesibilă, fără ca natura crimei sale să-i fie dezvăluită vreodată lui sau vreunui cititor.
Ca și alte romane ale lui Kafka, Procesul nu a fost niciodată finalizat, deși conține un capitol care aduce povestea la final. Din această cauză există anumite neconcordanțe în cadrul romanului, precum o serie de diferențe în cronologia acțiunii narate.
Kafka i-a cerut prietenului său, Max Brod, să-i distrugă, după moarte, toate manuscrisele nepublicate, dar acesta nu va da curs dorinței testamentare. Înțelegând valoarea operei kafkatiene, după moartea în 1924 a lui Kafka, prietenul și executorul său testamentar pe partea literară Max Brod a editat textul pentru publicarea sa de către editura Verlag Die Schmiede.

## Rezumat
Chiar în ziua când împlinea vârsta de 30 de ani, Josef K., procuristul unei bănci, a fost arestat în mod neașteptat de doi agenți neidentificați de la o agenție nespecificată pentru un delict nespecificat. Inspectorul sosește mai târziu și amenajează un mic tribunal în camera domnișoarei Bürstner, vecina lui K. Deși i se spune că este arestat, Josef K. este lăsat totuși „liber”. El merge la serviciu și în acea noapte își cere scuze de la domnișoara Bürstner pentru intruziunea petrecută în camera ei. La sfârșitul conversației el o sărută brusc.
K. primește un apel telefonic prin care este anunțat să se prezinte în duminica următoare la tribunal pentru a i se lua un prim interogatoriu. Instanța unde a fost chemat se găsea într-o clădire înaltă cu camere de închiriat. Aspectul acestei clădiri era deplorabil, fiind sărăcăcios și mizerabil. Bătând la toate ușile și întrebând la întâmplare de tâmplarul Lanz, K. își dă seama că birourile tribunalului se află în pod. Camera este neaerisită și aglomerată, iar el, deși nu avea nicio idee despre acuzații sau proces, rostește un discurs lung în care denigrează întregul proces, inclusiv pe agenții care l-au arestat; în acest timp, într-un colț al sălii, un student la drept o violează pe soția aprodului. Josef se întoarce apoi acasă.
Judecătorii stabiliseră cu el că interogatoriile vor avea loc numai duminica, pentru a nu-l încurca în desfășurarea activității sale profesionale. K. se duce la tribunal în următoarea duminică, deși nu fusese citat. Tribunalul nu era convocat, iar inculpatul are ocazia să vorbească cu soția aprodului, care încearcă să-l seducă și îi oferă mai multe informații despre proces, oferindu-se să-l ajute. K. urcă mai târziu cu aprodul la cel mai de sus nivel al mansardei, unde se aflau birourile tribunalului. El rămâne dezgustat de cele văzute și chiar i se face rău din cauza aerului închis și a atmosferei sufocante, fiind scos afară de doi funcționari care, odată ajunși la scările care făceau legătura dintre ultimul etaj și pod, încep a se simți ei rău din cauza aerului pe care îl inspirau. Deci se produce un paradox: învinuiții se sufocă și li se face rău în „judecătoria” propriu-zisă, iar funcționarilor acestei instituții li se face rău în afara ei. 
K. se întoarce acasă și observă că domnișoara Montag, o chiriașă dintr-o altă cameră, se muta în camera domnișoarei Bürstner. El bănuiește că acest lucru are ca scop împiedicarea continuării aventurii sale cu femeia din urmă. Totuși, un alt chiriaș, căpitanul Lanz, pare a fi în cârdășie cu Montag.
Mai târziu, într-o cameră cu destinația de magazie de la bancă, K. îi găsește pe cei doi agenți care l-au arestat biciuiți de un altul pentru că i-au cerut mită procuristului, ca urmare a plângerilor formulate de K. în fața instanței. Procuristul încearcă să-l convingă fără succes pe biciuitor să nu-i mai pedepsească pe cei doi agenți. A doua zi, el se întoarce în camera cu rol de magazie și este șocat să găsească totul așa cum era cu o seară înainte, inclusiv pe biciuitor și pe cei doi agenți.
Josef K. avea un unchi – Albert K., căruia el îi mai spunea și „Fantoma de la țară” - care aflând despre procesul lui Josef, a venit în biroul lui și i-a cerut explicații. Unchiul îl duce pe K. la un vechi prieten de-al său, avocatul Huld, care, fiind bolnav, își primea toți clienții acasă. Acesta era îngrijit de Leni, o asistentă medicală pe care unchiul o suspectează că ar fi și amanta avocatului. În timpul discuției, devine clar cât de diferit este acest proces față de o acțiune juridică obișnuită - vina nici nu este pusă în discuție, activitățile birocratice sunt mari, iar totul este secret: acuzația, regulile curții, autoritatea din spatele instanței - chiar și identitatea judecătorilor de la nivelurile superioare. Avocatul îi spune că el poate pregăti o întâmpinare pentru K., dar aceasta este o muncă dificilă din moment ce acuzația și regulile sunt necunoscute. De asemenea, ea ar pute să nu fie niciodată citită. Cu toate acestea, este foarte importantă. Avocatul îi spune că sarcina sa cea mai importantă este de a stabili relații cu judecătorii instanțelor superioare. În timpul discuției, avocatul arată că șeful de birou al Curții era ascuns într-un colț întunecat. Acesta se alătură conversației, dar K. este chemat de Leni în camera de alături, unde ea se oferă să-l ajute și-l seduce. Ei întrețin o relație sexuală. Ulterior K. își întâlnește unchiul în afara casei, iar acesta din urmă îi reproșează este furios că lipsa lui de respect îi va dăuna cazului.
K. vizitează avocatul de mai multe ori. Avocatul îi spune permanent în ce situație cumplită se află, îi povestește cum a ajutat clienti fără speranță și se laudă cu multiplele sale relații. Întâmpinarea sa nu este niciodată finalizată. Activitatea de la bancă a lui K. se deteriorează, el fiind măcinat de griji cu privire la cazul său. Inculpatul decide să preia controlul asupra procesului și îl vizitează pe avocat, cu intenția de a-l concedia. În biroul avocatului, el întâlnește un individ asuprit pe nume Block, un client care-i oferă lui K. unele informații. Cazul lui Block se derula de cinci ani, iar acesta devenise dintr-un negustor de succes un om de afaceri aproape de faliment și era practic un fel de sclav al avocatului și al lui Leni, cu care avea relații sexuale. Avocatul își bate joc de Block în fața lui K. supunându-l ca pe un câine. Această experiență suplimentară îl tulbură pe K. (Acest capitol a fost lăsată neterminat de autor.)
Un industriaș, client al băncii, îi spune procuristului că aflase de cazul lui K. de la pictorul Titorelli, care avea relații la tribunal. Clientul îl sfătuiește pe K. să meargă la Titorelli pentru a obține sfaturi. Pictorul locuia în mansarda închiriată a unei case dintr-o suburbie aflată în partea opusă a orașului în comparație cu instanța unde fusese citat procuristul. Trei fete îl hărțuiesc pe K. pe treptele clădirii. Titorelli se dovedește a fi un pictor oficial al tribunalului - poziție pe care o moștenise, și are o înțelegere profundă a procesului. K. află de la pictor că niciun inculpat nu a fost vreodată achitat. Opțiunile posibile ale inculpatului sunt în număr de trei: achitarea reală, achitarea aparentă și tărăgănarea la nesfârșit. Procesul nu se termina de fapt niciodată, oricând putând fi reluat până la moartea propriu-zisă a acuzatului. Titorelli îl scoate din cameră pe K. printr-o ușă secretă pentru că fetele blocaseră ușa pe care procuristul intrase. K. este șocat să observe că ușa dădea către alte birouri ale instanței - la fel de sărăcăcioase și lipsite de aer.
La câteva zile după vizita făcută pictorului, K. primește de la directorul băncii însărcinarea de a-i arăta unui client italian principalele obiective turistice ale orașului. Din lipsă de timp, clientul îl roagă să viziteze numai catedrala orașului, stabilindu-și acolo o întâlnire. Italianul nu apare la ora fixată, iar K. vizitează catedrala, care este pustie, cu excepția unei femei în vârstă și a unui îngrijitor. K. observă însă un preot care se pregătește să țină o predică de la amvon și se pregătește să plece. Dar în loc să țină o predică, preotul îl strigă pe nume pe K., iar acesta din urmă se apropie de amvon. Preotul îi spune că el este capelanul închisorii și îi povestește o fabulă, (care fusese publicată separat sub titlul „În fața legii”), care are menirea de a explica situația sa. Cei doi discută acea parabola. Preotul spune că K. parabola este un vechi text al instanței, și multe generații de funcționari judecătorești au dat interpretări. Această secvență este, de fapt, o altă etapă în procesul de culpabilizare a protagonistului.
În ajunul împlinirii de către K. a vârstei de 31 de ani, doi bărbați necunoscuți vin acasă la Josef K. și îl duc în afara orașului, într-o carieră de piatră, unde îl înjunghie. Unul dintre necunoscuți îi înfinge cuțitul în inimă și-l răsucește de două ori, în timp ce K. vede un om disperat care se aruncă în gol de la o fereastră. Ultimele cuvinte ale lui K. sunt: „Ca un câine!”

## Personaje
- Josef K. – protagonistul romanului.
- Domnișoara Bürstner – vecina de locuință a lui Josef K. Ea îi permite să o sărute într-o noapte, dar apoi îi refuză avansurile. K. apucă să o vadă pe ea sau pe cineva care arată asemănător cu ea în paginile finale ale romanului.
- Domnișoara Montag – prietena domnișoarei Bürstner; ea vorbește cu K. despre încheierea relației lui cu domnișoara Bürstner, după arestarea sa. Ea susține că ea îi poate aduce o perspectivă, pentru că ea este o a treia parte obiectivă.
- Willem și Franz – agenții care-l arestează pe K. într-o dimineață, dar refuză să-i dezvăluie delictul pe care l-ar fi comis.
- Inspectorul – omul care conduce o procedură judiciară la locuința lui Joseph K. prin care-l informează oficial pe K. că este în stare de arest.
- Rabinsteiner, Kullich și Kaminer – funcționari de rang inferior ai băncii care participă la procedura de la locuința lui K.
- Doamna Grubach – proprietara casei în care locuiește K. Ea are o mare prețuire pentru K., în ciuda arestării sale.
- Femeia de la tribunal – Primul interogatoriu are loc în locuința ei. Ea îi cere ajutor lui K. deoarece nu vrea să fie abuzată de către magistrați.
- Studentul – omul deformat, care acționează la ordinele judecatorului de instructie. Va fi un om puternic în viitor.
- Judecătorul de instrucție – primul judecător al lui K. În cadrul procesului, el îl confundă pe K. cu un zugrav.
- Unchiul Albert K.– unchiul impetuos de la țară al lui K., fostul său tutore. Aflând despre proces, acesta insistă pentru angajarea avocatului Huld.
- Avocatul Huld – avocatul pompos și pretențios al lui K., care-i oferă puțin ajutor pe plan practic și mult prea mult sub formă de anecdote.
- Leni – asistenta medicală a lui Huld; ea are sentimente pentru Josef K. și devine în curând iubita lui. Aparent, ea îi găsește extrem de atractivi pe bărbații acuzați - factul că sunt acuzați irezistibili îi face pentru ea.
- Albert – șef de birou la tribunal și prieten al lui Huld.
- Biciuitorul – bărbatul care-i pedepsește la bancă pe Franz și Willen după ce K. s-a plâns de cei doi agenți la primul interogatoriu.
- Vicepreședintele – rivalul lui K. de la bancă, doritor să-l pună pe K. într-o situație compromițătoare. El profită de preocuparea lui K. pentru proces pentru a-și împlini propriile ambiții.
- Președintele – directorul băncii. O persoană bolnăvicioasă, a cărui poziție este vânată de vicepreședinte. Se poartă bine cu K., oferindu-i diferite angajamente.
- Negustorul Rudi Block – Block este un alt om acuzat și client al Huld. Cazul său durează de cinci ani și el nu mai este decât o umbră a negustorului de cereale prosper care a fost ocândva. Tot timpul, energia și resursele sale sunt acum alocate procesului său. Deși el a angajat cinci avocați suplimentari, el este înrobit cu totul lui Huld.
- Industriașul – persoană care aude de cazul lui K. și-l sfătuiește să viziteze un pictor care știe cum funcționează sistemul judiciar.
- Pictorul Titorelli – Titorelli a moștenit poziția de pictor al tribunalului de la tatăl său. El știe multe lucruri despre activitățile instanțelor inferioare. Se oferă să-l ajute pe K. și reușește să-i vândă omului acuzat câteva peisaje pictate identice.
- Preotul – capelanul închisorii pe care K. îl întâlnește într-o biserică. Preotul îi spune lui K. că procesul său merge prost și îi spune să-și accepte soarta.
- Portarul și fermierul – personajele din povestirea preotului.

## Capitole
Romanul este alcătuit din zece capitole și anume:
- I. Arestarea. Convorbiri cu doamna Grubach. Apoi domnișoara Bürstner
- II. Primul interogatoriu
- III. În sala goală. Studentul. Birourile tribunalului
- IV. Prietena domnișoarei Bürstner
- V. Bătăușul
- VI. Unchiul. Leni
- VII. Avocatul, industriașul și pictorul
- VIII. Negustorul Block. K. renunță la serviciile avocatului
- IX. În catedrală
- X. Sfârșitul

## Legalitate
Într-un studiu având ca bază scrierile lui Kafka, Reza Banakar subliniază faptul că multe din descrierile lui Kafka în materie de drept și legalitate sunt adesea tratate ca metafore pentru alte lucruri decât legea, dar merită examinate și ca un concept particular de drept și legalitate care operează în mod paradoxal ca parte integrantă a condiției umane în perioada modernă. Josef K. și experiența sa juridică inexplicabilă din Procesul au fost, de exemplu, influențate de un proces real în care Kafka a fost implicat.

## Adaptări cinematografice
- Orson Welles a realizat în 1962 o primă ecranizare a romanului intitulată Procesul, în care rolul Josef K. era interpretat de Anthony Perkins.
- Filmul After Hours (1985) al lui Martin Scorsese conține o scenă adaptată după nuvela „În fața legii”, în care protagonistul încearcă să intre într-un club de noapte numit Club Berlin
- Filmul Procesul (1993) a fost realizat pe baza adaptării scenice a lui Harold Pinter și îi are în rolurile principale pe Kyle MacLachlan și Anthony Hopkins.

## Adaptări pentru teatru
- Scriitorul și regizorul Steven Berkoff a adaptat pentru teatru mai multe din romanele lui Kafka și a regizat respectivele piese. Versiunea lui pentru Procesul a fost reprezentată pentru prima dată în 1970 la Londra, fiind publicată în 1981.[5]
- Scriitorul originar din Chicago, Greg Allen, a scris și regizat K., inspirat din Procesul. Spectacolul a fost produs de The Hypocrites și a fost jucat timp de câteva luni în anul 2010 la The Chopin Theater din Chicago.[6]
- Acțiunea din piesa Joseph K, scrisă de Tom Basden și inspirată din Procesul, are loc în Londra contemporană, iar protagonistul este bancher din City. Piesa a fost reprezentată la Gate Theatre, Notting Hill, Londra, la sfârșitul anului 2010.[7]
- Gottfried von Einem a scris o operă intitulată Der Prozeß, inspirată din acest roman. Debutul său american a fost regizat de Otto Preminger.
- Scriitorul Serge Lamothe a adaptat Procesul pentru scena de teatru. Regizată de François Girard, versiunea lui a Procesului a fost reprezentată pentru prima dată în 2004 la Montreal și Ottawa, Canada, și publicată în 2005.

## Traduceri în limba română
- Procesul, traducere de Gellu Naum, Editura pentru Literatură Universală, București, 1965[8][2](reed.: Minerva, București, 1977; Apollo & Oltenia, 1993; RAO Internațional, 1994, 2007; Historia, 2007)